# LITAF

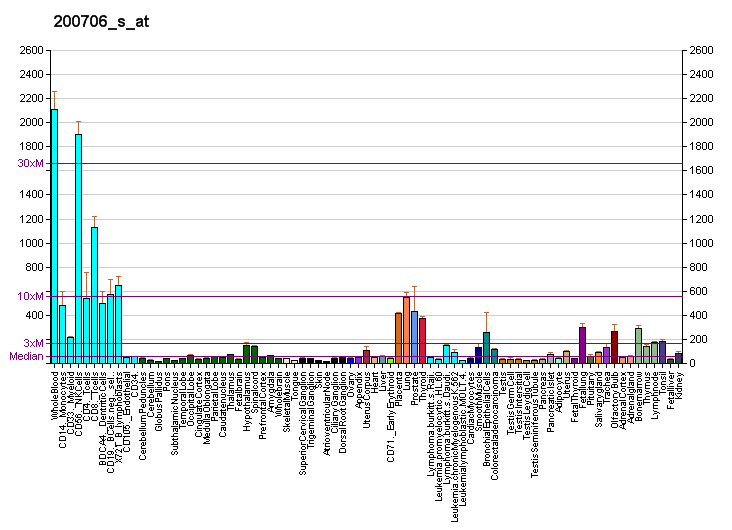
Patrón de expresión génica del gen LITAF.

El factor alfa de necrosis tumoral inducido por lipopolisacáridos es una proteína que en humanos está codificada por el gen LITAF.
Se asocia con la enfermedad de Charcot-Marie-Tooth 1C.